# Trương Kim Hùng
Trương Kim Hùng (* 8. Dezember 1951 in Thành phố Hồ Chí Minh; †  26. August 2020 in Maryland) war ein südvietnamesischer Radrennfahrer.

## Sportliche Laufbahn
Trương Kim Hùng war im Straßenradsport aktiv. Er war Teilnehmer der Olympischen Sommerspiele 1968 in Mexiko-Stadt. Im olympischen Straßenrennen war er ausgeschieden. Bei den Südostasienspielen 1969 gewann er eine Goldmedaille, drei Silbermedaillen und eine Bronzemedaille in verschiedenen Disziplinen des Radsports. Insgesamt gewann er fünfmal Gold bei mehreren Teilnahmen bei den Südostasienspielen. 1969 siegte er in der Rundfahrt durch Südvietnam über sechs Etappen.
Anfang der 1980er Jahre ließ er sich in den Vereinigten Staaten nieder.

## Familiäres
Sein Vater Truong Ty und sein Sohn Truong Quoc Thang waren ebenfalls Radrennfahrer.